# Беллвілл (Іллінойс)
Беллвілл (англ. Belleville) — місто (англ. city) в США, в окрузі Сент-Клер штату Іллінойс. Населення — 42 404 особи (2020).
Входить в агломерацію Сент-Луїса, штату Міссурі.
Назва міста перекладається з французької як «гарне місто».
Белльвілль було засноване 1814 року, але статус населеного пункту отримало лише 1819 року. 1850 року воно стало містом.
Практично з самого заснування воно стало притулком для іммігрантів з Німеччини. У перші десятиліття свого існування близько 90% населення міста становили німці або нащадки іммігрантів.

## Географія
Беллвілл розташований за координатами 38°30′54″ пн. ш. 89°59′10″ зх. д. / 38.51500° пн. ш. 89.98611° зх. д. (38.515068, -89.986228).  За даними Бюро перепису населення США в 2010 році місто мало площу 59,59 км², з яких 58,90 км² — суходіл та 0,70 км² — водойми.

## Демографія
Згідно з переписом 2010 року, у місті мешкало 44 478 осіб у 18 795 домогосподарствах у складі 11 081 родини. Густота населення становила 746 осіб/км².  Було 21099 помешкань (354/км²).
Расовий склад населення:
| - 69,8 % — білих - 25,4 % — чорних або афроамериканців - 1,0 % — азіатів - 0,3 % — корінних американців - 0,1 % — вихідців з тихоокеанських островів |

До двох чи більше рас належало 2,8 %. Частка іспаномовних становила 2,6 % від усіх жителів.
За віковим діапазоном населення розподілялося таким чином: 23,3 % — особи молодші 18 років, 63,8 % — особи у віці 18—64 років, 12,9 % — особи у віці 65 років та старші. Медіана віку мешканця становила 36,5 року. На 100 осіб жіночої статі у місті припадало 90,3 чоловіків;  на 100 жінок у віці від 18 років та старших — 86,8 чоловіків також старших 18 років.
Середній дохід на одне домашнє господарство  становив 57 059 доларів США (медіана — 43 318), а середній дохід на одну сім'ю — 72 006 доларів (медіана — 60 776). Медіана доходів становила 44 822 долари для чоловіків та 34 858 доларів для жінок. За межею бідності перебувало 18,2 % осіб, у тому числі 25,2 % дітей у віці до 18 років та 9,4 % осіб у віці 65 років та старших.
Цивільне працевлаштоване населення становило 20 037 осіб. Основні галузі зайнятості: освіта, охорона здоров'я та соціальна допомога — 24,1 %, роздрібна торгівля — 12,3 %, мистецтво, розваги та відпочинок — 11,4 %.

## Відомі уродженці та жителі міста
- Бадді Ебсен (1908—2003) — американський актор, танцюрист, співак
- Джиммі Коннорс — американський тенісист
- Роберт Крауч Кінні — американський бізнесмен і політик
- Даріус Майлз
- Боб Гоулбі — гольфіст, переможець турніру «Мастерс» 1968
- Сандра Магнус
- Джеррі Костелло — політик, конгресмен, член Палати представників від штату Іллінойс з 1988 року
- Пітер Сарсгаард